# Francisco Diego Díaz de Quintanilla y de Hevía y Valdés
Francisco Diego Díaz de Quintanilla y de Hevía y Valdés, OSB (4 de outubro de 1587 - 6 de dezembro de 1656) foi um prelado católico romano que serviu como Bispo de Antequera, Oaxaca (1655–1656) e Bispo de Durango (1639–1655).

## Biografia
Francisco Diego Díaz de Quintanilla y de Hevía y Valdés nasceu em Oviedo, Espanha, em 4 de outubro de 1587 e foi ordenado sacerdote na Ordem de São Bento. Em 8 de agosto de 1639, foi nomeado Bispo de Durango durante o papado do Papa Urbano VIII. Em 8 de janeiro de 1640, foi consagrado bispo por Juan de Palafox y Mendoza, bispo de Tlaxcala, com Cristóbal Pérez Lazarraga y Maneli Viana, bispo de Chiapas, e Mauro Diego de Tovar y Valle Maldonado, bispo de Caracas, servindo como co-consagradores. Em 14 de maio de 1655, foi nomeado durante o papado do Papa Alexandre VII como Bispo de Antequera, Oaxaca. Ele serviu como Bispo de Antequera, Oaxaca até sua morte em 6 de dezembro de 1656.
Enquanto bispo, foi o consagrador principal de Pedro de Barrientos Lomelin, Bispo de Durango (1656); e Juan de Montiel, Bispo de Santiago de Cuba (1656).